# Claudian
Claudius Claudianus sau Claudian (n. 370 d.Hr., Alexandria, Imperiul Roman – d. 404 d.Hr., Roma, Imperiul Roman de Apus) a fost un poet roman care a trăit pe la sfârșitul secolului al IV-lea și începutul secolului următor. Poetul Claudian era apropiat de generalul roman Stilicon.

## Opera
- Răpirea Proserpinei („De raptu Proserpinae”);
- Razboiul cu Gildo („Bellum Gildonicum”);
- Consulatul lui Stilicho („De consulatu Stilichonis”);
- Războiul cu goții („De bello Gothico”).

## Legături externe
- en  Opere și traducerea în engleză
- en  Ediția critică a operelor Arhivat în 22 ianuarie 2013, la Wayback Machine.